# Chema Buceta
José María Buceta Fernández, detto Chema (1956), è un allenatore di pallacanestro spagnolo.

## Carriera
Ha guidato la Spagna ai Giochi olimpici di Barcellona 1992 e a due edizioni dei Campionati europei (1985, 1987).
Successivamente, ha guidato la Gran Bretagna a due edizioni dei Campionati europei (2019, 2023).